# Amine Laâlou
Amine Laâlou (in arabo أمين لعلو‎?; Salé, 13 maggio 1982) è un mezzofondista marocchino specializzato negli 800 metri piani.
Ha rappresentato il proprio paese in tre occasioni ai Giochi olimpici. Dopo Londra 2012, è risultato positivo alla furosemide e per questo squalificato per due anni. Successivamente nell'aprile 2016 è risultato positivo all'eritropoietina, comportandone una nuova squalifica per otto anni.

## Palmarès
| Anno | Manifestazione                    | Sede        | Evento       | Risultato  | Prestazione | Note |
| ---- | --------------------------------- | ----------- | ------------ | ---------- | ----------- | ---- |
| 1999 | Mondiali allievi                  | Bydgoszcz   | 800 m piani  | Batteria   | 1'54"93     |      |
| 2000 | Mondiali juniores                 | Santiago    | 800 m piani  | Semifinale | 3'00"54     |      |
| 2001 | Campionati africani juniores      | Moka        | 800 m piani  | Argento    | 1'49"94     |      |
| 2002 | Campionati africani               | Radès       | 800 m piani  | Semifinale | 1'48"68     |      |
| 2003 | Mondiali                          | Saint-Denis | 800 m piani  | Batteria   | 1'46"75     |      |
| 2004 | Mondiali indoor                   | Budapest    | 800 m piani  | 4º         | 1'46"57     |      |
| 2004 | Giochi olimpici                   | Atene       | 800 m piani  | Semifinale | 1'47"53     |      |
| 2004 | Giochi panarabi                   | Algeri      | 800 m piani  | Bronzo     | 1'46"86     |      |
| 2005 | Giochi della solidarietà islamica | La Mecca    | 800 m piani  | Oro        | 1'45"96     |      |
| 2005 | Giochi del Mediterraneo           | Almería     | 800 m piani  | Bronzo     | 1'47"58     |      |
| 2005 | Mondiali                          | Helsinki    | 800 m piani  | Semifinale | 1'45"05     |      |
| 2006 | Mondiali indoor                   | Mosca       | 800 m piani  | Semifinale | 1'47"55     |      |
| 2007 | Mondiali                          | Osaka       | 800 m piani  | 6º         | 1'47"45     |      |
| 2008 | Mondiali indoor                   | Valencia    | 800 m piani  | Batteria   | 1'49"41     |      |
| 2008 | Giochi olimpici                   | Pechino     | 800 m piani  | Semifinale | 1'46"74     |      |
| 2009 | Giochi del Mediterraneo           | Pescara     | 800 m piani  | Oro        | 1'46"76     |      |
| 2009 | Giochi della Francofonia          | Beirut      | 800 m piani  | Oro        | 1'46"68     |      |
| 2009 | Giochi della Francofonia          | Beirut      | 1500 m piani | Oro        | 3'51"59     |      |
| 2009 | Campionati arabi                  | Damasco     | 1500 m piani | Oro        | 3'39"89     |      |
| 2009 | Mondiali                          | Berlino     | 800 m piani  | 5º         | 1'45"66     |      |
| 2009 | Mondiali                          | Berlino     | 1500 m piani | 10º        | 3'37"83     |      |
| 2010 | Mondiali indoor                   | Doha        | 1500 m piani | 5º         | 3'42"42     |      |
| 2010 | Campionati africani               | Nairobi     | 1500 m piani | Argento    | 3'36"38     |      |
| 2011 | Mondiali                          | Taegu       | 1500 m piani | Semifinale | 3'47"65     |      |
| 2012 | Mondiali indoor                   | Istanbul    | 1500 m piani | 9º         | 3'49"14     |      |
| 2012 | Giochi olimpici                   | Londra      | 800 m piani  | dq         | dq          |      |

## Altre competizioni internazionali
2006
- 7º alla World Athletics Final ( Stoccarda), 800 m piani - 1'47"91

2007
- 4º alla World Athletics Final ( Stoccarda), 800 m piani - 1'46"18

2008
- 5º alla World Athletics Final ( Stoccarda), 800 m piani - 1'50"03

2010
- Oro in Coppa continentale ( Spalato), 1500 m piani - 3'35"49
- Argento al Prefontaine Classic ( Eugene), 1 miglio - 3'50"22